# Bagassi
Bagassi  là một tổng Balé (tỉnh) in southern Burkina Faso. Thủ phủ là thị xã Bagassi. Theo điều tra dân số năm 1996, tổng này có dân số 29.316 người.

## Các thị xã và làng xã
Các thị xã và làng xã và dân số các tổng như sau:

- Bagassi	(2 977 dân) (thủ phủ)
- Assio	(1 106 dân)
- Badié	(687 dân)
- Bandio	(1 176 dân)
- Banou	(820 dân)
- Bassouan	(481 dân)
- Bounou	(2 464 dân)
- Doussi	(913 dân)
- Haho	(342 dân)
- Kahin	(1 277 dân)
- Kaho	(875 dân)
- Kana	(763 dân)
- Kayio	(1 075 dân)
- Koussaro	(817 dân)
- Mana	(1 921 dân)
- Manzoulé	(279 dân)
- Moko	(700 dân)
- Niaga	(532 dân)
- Niakongo	(967 dân)
- Ouanga	(493 dân)
- Pahin	(1 414 dân)
- Sayaro	(1 108 dân)
- Sipohin	(769 dân)
- Sokoura	(399 dân)
- Virwe	(567 dân)
- Vy	(2 821 dân)
- Yaro	(1 573 dân)